# Lac Fallen Leaf
Le lac Fallen Leaf (en anglais : Fallen Leaf Lake) est un lac de Californie aux États-Unis. Il se situe au sud du lac Tahoe, qui est plus étendu, et de la frontière entre la Californie et le Nevada. Il est entièrement protégé au sein de la Lake Tahoe Basin Management Unit.
Des scènes des films Bodyguard (1992) et La Cité des anges (1998) ont été tournées à proximité.
Le lac Fallen Leaf a approximativement 125 m de profondeur à son point le plus profond, à l’est de la face du mont Tallac et au nord du Camp Stanford Sierra. En moyenne la profondeur du lac est autour de 72 m. 
La qualité de l’eau est très bonne à cause de l'absence de développement commercial (pas de terrain de golf), l’utilisation universelle des égouts, et les techniques modernes pour la rétention des sédiments, associées avec le nouveau développement. La visibilité est environ 10-15 m dans la plupart de conditions. Il est possible de boire l’eau du lac, et beaucoup de maisons au bord du lac ont un tuyau pour recueillir l’eau pendant l’hiver quand les autres systèmes d’eau ont été éteints. L’eau dans le lac s'échange chaque huit ans, comparé avec le lac Tahoe, qui est plus profond et plus lent, dont l’eau s'échange chaque 700 ans.
L’altitude de la surface du lac est 46 m au-dessus du lac Tahoe.

On peut trouver plusieurs troncs de conifères au fond du lac Fallen Leaf, préservés depuis quelque 800 ans par l’eau froide. Quelques scientifiques croient que ces arbres montrent évidence d’une hyper-sécheresse entre les IXe et XIIe siècles. Cette sécheresse aurait éliminé ou réduit le lac, et donc les arbres auraient pu grandir. Une expédition récente faite par le projet Undersea Voyager a conclu que ces arbres n’ont pas poussé là pendant une sécheresse, mais ils ont glissé dans le lac pendant un événement sismique.

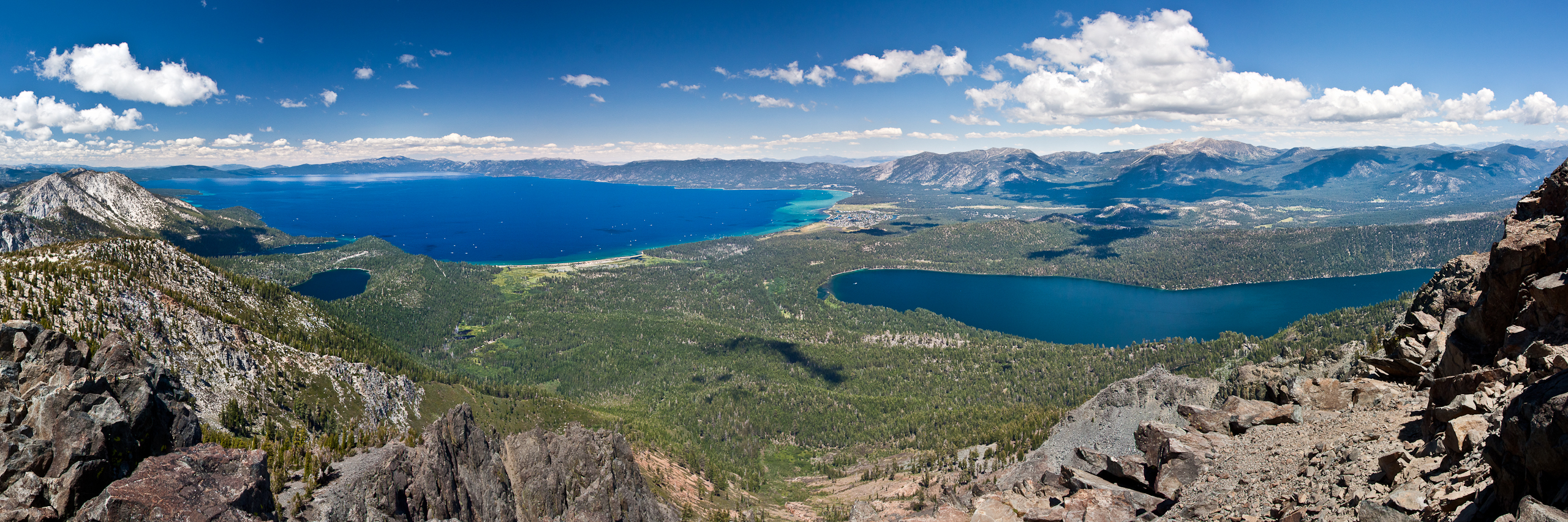
Lac Fallen Leaf (droite) et le lac Tahoe (gauche).